# 阮維洽
阮維洽（越南语：／；1744年—？年），越南阮朝官員。

## 生平
阮維洽是山南鎮附翼縣東地靈社（今屬太平省瓊附縣）人，景興三十三年（1772年），考中進士。黎末時官至山南上鎮守，昭統帝時，改任侍郎。
西山朝時，阮維洽多次組織義兵反對西山，但都沒有成功。阮朝嘉隆初，阮福映召授他為侍中直學士，領京北協鎮，後免職。嘉隆四年（1805年），起復為廣南副督學。因當時爆發黎廷恩之變，阮維洽辭官，不久在家去世。